# William Woodville Rockhill
William Woodville Rockhill (1er mai 1854 – 8 décembre 1914) est un homme politique et diplomate américain. 

## Biographie
Il est né à Philadelphie en Pennsylvanie en 1854, et était le fils de  Thomas Cadwalader Rockhill (1820-1849) et Dorothea Anne Woodville (1823-1913). 
Il fit ses études en France, au lycée Bonaparte (actuel lycée Condorcet), à Paris, où il fréquenta également les cours de Philippe-Édouard Foucaux sur le bouddhisme tibétain et à Saint-Cyr, avant de s'engager dans l'armée française en Extrême-Orient. 
Rockhill fut attaché d'ambassade de 1884 à 1887 auprès des Qing et de leurs vassaux coréens, les Joseon. En 1884, Rockhill traduisit et publia en français La vie de Bouddha. Il rencontra Sarat Chandra Das à Pékin en 1885. Il séjourna également en Mongolie et au Tibet de  janvier 1888 à août 1889 puis à nouveau en 1892, sans pouvoir atteindre Lhassa. Il rendit compte de son expédition à la Smithsonian Institution. 
En 1908, quand le 13e dalaï-lama se trouvait au Wou-T'ai-Chan dans la province du Shanxi, il s'y rendit pour le rencontrer et reçut de sa part une xylographie du Sūtra du Diamant comportant un colophon de sa main et une thangka représentant Tsongkhapa. Il le rencontra plusieurs autres fois à Pékin où il eut un autre entretien avec lui. Il dressa un portrait de lui particulièrement précis. 
Rockhill fut Troisième Secrétaire d'État assistant des États-Unis de 1894 à 1896 puis Secrétaire d'État assistant des États-Unis de 1896 à 1897,. 
De 1898 à 1899 il fut ministre plénipotentiaire des États-Unis en Grèce, en Roumanie, ainsi qu'en Serbie,,. Il fit d'Athènes sa résidence principale durant cette période.
Lorsque la révolte des Boxers éclata en 1900, Rockhill était envoyé spécial à Pékin. Il fut ensuite de 1905 à 1909 ministre plénipotentiaire auprès des Qing. Il fit collection de quelques rares pièces d'art chinois, aujourd'hui conservées à la bibliothèque du Congrès. 
Il fut ambassadeur en Russie de 1909 à 1911, puis dans l'Empire ottoman de 1911 à 1913.
Rockhill mourut à Honolulu en 1914. Il est enterré au cimetière de Litchfield dans le Connecticut.

## Ouvrages
- Prâtimoksha sutra; ou, Le traité d'émancipation selon la version tibétaine: avec notes et extraits du Dulva (Vinaya), traduit en français par l'auteur, Éditeur E. Leroux, 1884

- The journey of William of Rubruck to the eastern parts of the world, 1253-55: as narrated by himself with two accounts of the earlier journey of John of Pian de Carpine, au sujet de Willem Van Ruysbroeck, Éditeur Asian Educational Services, 1998,  (ISBN 81-206-1338-4), 9788120613386

- The life of the Buddha: and the early history of his order, avec Ernst Leumann et Nanjo Bunyu, Éditeur Trübner & co., 1884

- The life of the Buddha and the early history of his order, derived from Tibetan works in the Bkah-hgyur and Bstanhgyur: followed by notices on the early history of Tibet and Khoten, Ernst Leumann, Bunyiu Nanjio, Éditeur Orientalia Indica, 1972

- China's Intercourse with Korea from the Xvth Century To 1895, Éditeur BiblioBazaar, LLC, 2009  (ISBN 1-110-08528-1), 9781110085286

- Journey to Lhasa and Central Tibet, avec Sarat Chandra Das, Royal Geographical Society (Great Britain), Éditeur E.P. Dutton, 1902

- The Land of the Lamas: Notes of a Journey Through China, Mongolia and Tibet, Éditeur Kessinger Publishing, 2004,  (ISBN 1-4179-4843-4), 9781417948437

- Notes on the ethnology of Tibet: based on the collections in the U.S. National Museum, Smithsonian Institution, Éditeur Government Printing Office, 1895

- Diplomatic Audiences at the Court of China, Éditeur BiblioBazaar, LLC, 2009,  (ISBN 1-113-12623-X), 9781113126238

- Udânavarga: a collection of verses from the Buddhist canon avec Dharmatrāta, Prajñāvarman, Vidyāprabhākara, Vasubandhu, Éditeur Trübner & co., 1883